# Maria Milczarek
Maria Milczarek z domu Kaczmarek (ur. 18 listopada 1929 w Poznaniu, zm. 23 stycznia 2011 w Warszawie) – polska polityk, minister gospodarki terenowej i ochrony środowiska (1976–1979), a także pracy, płac i spraw socjalnych (1979–1980), przewodnicząca Zarządu Głównego Ligi Kobiet (1968–1975). Poseł na Sejm PRL V, VI i VII kadencji.

## Życiorys
Córka Leonarda i Wiktorii. Ukończyła studia w Wyższej Szkole Pedagogicznej w Warszawie oraz na Uniwersytecie Warszawskim. W latach 1946–1953 zatrudniona w Związku Nauczycielstwa Polskiego, następnie przeszła do pracy w aparacie partyjnym (do Polskiej Zjednoczonej Partii Robotniczej wstąpiła 28 listopada 1949). W latach 1953–1959 działała w Komitecie Dzielnicowym partii na warszawskim Starym Mieście (do 1956 jako instruktor, a następnie jako sekretarz propagandy). W latach 1959–1961 była zastępcą kierownika Wydziału Nauki i Oświaty Komitetu Wojewódzkiego PZPR w Warszawie, a następnie (do 1968) I sekretarzem KD na Ochocie. Od 1968 do 1975 była zastępcą członka, a od 1975 do 1981 członkiem Komitetu Centralnego PZPR. Była także I sekretarzem KW partii w Skierniewicach (1975–1976) oraz przewodniczącą prezydium tamtejszej Wojewódzkiej Rady Narodowej (1975–1976). W 1974 wybrana w skład Zarządu Głównego Towarzystwa Przyjaźni Polsko-Radzieckiej. W latach 1970–1981 wchodziła również w skład prezydium Ogólnopolskiego Komitetu Frontu Jedności Narodu.
Od 2 grudnia 1976 do 8 lutego 1979 pełniła funkcję ministra administracji, gospodarki terenowej i ochrony środowiska w rządzie Piotra Jaroszewicza, a następnie (do 21 listopada 1980) ministra pracy, płac i spraw socjalnych w dotychczasowym rządzie oraz w rządzie Edwarda Babiucha i Józefa Pińkowskiego.
Od czerwca 1968 do lipca 1975 przewodnicząca Zarządu Głównego Ligi Kobiet. Od 1969 do 1980 posłanka na Sejm PRL V, VI i VII kadencji.
Była żoną Jerzego Wacława Milczarka (1932–1998). Zmarła 23 stycznia 2011 i 28 stycznia została pochowana na warszawskich Powązkach (kwatera BII30-2-30).
Była drugą kobietą-ministrem po Zofii Wasilkowskiej w historii Polski.

## Odznaczenia
Posiadała m.in. następujące odznaczenia:
- Krzyż Komandorski Orderu Odrodzenia Polski
- Krzyż Kawalerski Orderu Odrodzenia Polski
- Order Sztandaru Pracy II klasy
- Złoty Krzyż Zasługi
- Medal 30-lecia Polski Ludowej
- Złote Odznaczenie im. Janka Krasickiego
- Złota odznaka honorowa „Za Zasługi dla Warszawy”
- Złota odznaka „Zasłużonemu w rozwoju województwa katowickiego” (1978)[6]
- Medal jubileuszowy „W upamiętnieniu 100-lecia urodzin Władimira Iljicza Lenina” (ZSRR, 1970)[7]
- Złoty Medal „Za Umacnianie Przyjaźni między Narodami” (NRD, 1974)[8]